# ریکتس (آیووا)
ریکتس (به انگلیسی: Ricketts) شهری در ایالت آیووا کشور ایالات متحده آمریکا است که جمعیت آن در سرشماری سال ۲۰۱۰ میلادی، ۱۴۵ نفر بوده‌است.